# Entree

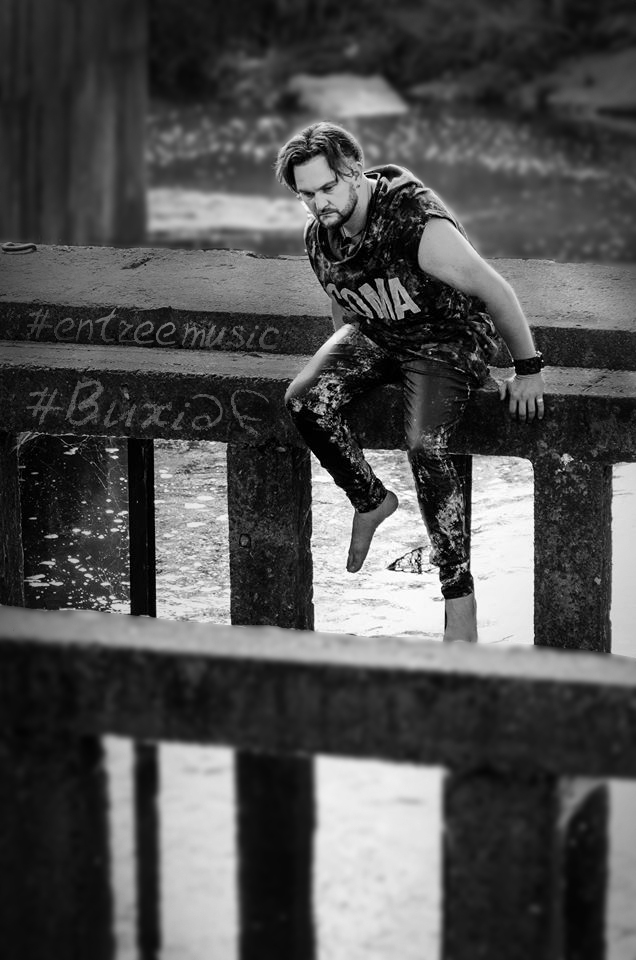
Олексій Шманьов

Entree (Н.Три) — український рок-гурт, що виник 2004 році в Києві., раніше відомий під назвою Н.Три (а також «Нечто Третье» та «Антре»). Декілька разів склад учасників гурту змінювався та його ідейною основою завжди були двоє людей: Олексій Шманьов — вокаліст, саундпродюсер, автор «останніх» текстів пісень, композитор, звукорежисер. Крім того Олексій з 2013 по 2019 роки був вокалістом українського гуцул-метал гурту KARNA. Євген Касьяненко — гітарист, композитор, музична ідея пісень. Також Євген лідер та гітарист сумського гурту DkDance.
За офіційною версією, назва гурту походить від французького слова entree — вхід, вступ, вихід (на сцену), перший номер. Втім вона також нагадує попередню назву Н.Три, яка ймовірно є скороченням від Нечто Третье — назви гурту-попередника.

## Історія

### «Нечто Третье»
1998 року познайомились два студенти Київського музичного училища ім Гліера — акордеонист (а в душі завжди рок музикант) Олексій Шманьов і гітарист Євген Касьяненко, який вже давно, з дитинства писав власні пісні на тексти батька — барда і поета Ігоря Касьяненка. Почали писати власні пісні, які вирізнялися серйозними текстами, мелодійною музикою та цікавими аранжуваннями. Спочатку співали разом, такий-собі дует. Олексій грав на басу, клавішних та народних інструментах типу акордеона, сопілки, домри. Це було зручно для написання аранжування. Та почали задумуватися про «живі» виступи. І вирішили, що співатиме Олексій, як лідер вокаліст.
Перша пробна композиція проекту доволі довгий час трималася на високих місцях у хіт-параді радіо-станції «Топ-радіо» (Суми), що й стало першим значним поштовхом до подальшого розвитку творчості колективу. З 2003 року гурт почав виступати вживу, ставши лауреатом фестивалів «Пивна революція — 2003» та «Подих — 2003». Проте Олексію та Євгену було замало музичного проекту, вони хотіли зібрати «справжній рок-гурт» (формацію музикантів, які би робили загальну справу разом та завжди трималися один одного, в певному розумінні — справжню «музичну родину»).
Назвалися «Нечто Третье» (або лат. tertium quid). Працювали паралельно у двох стилях — поп-рок та фольк-рок. Був зібраний перший склад, відіграні перші концерти, перші перемоги на фестивалях. Хоча майже всі записи було зроблено на домашній студії удвох, але наживо з 2003 року грали Руслан Крємов — бас, Ярослав Вільчик — барабани, Анна Щербань — акордеон. І, звичайно, Олексій Шманьов — вокал, акустична гітара, сопілка та Євген Касьяненко — гітара. з 2004 року замість Анни в гурті почав грати Роман Шевчук на баяні.
Але, в першу чергу, через організаційні питання гурт перестає існувати. І Олексій з Євгеном вирішують дописати демо-альбом вдвох, щоб не загубити матеріал та роботу, яка була зроблена раніше. Буквально за тиждень вони пишуть альбом «Пять мастеров» — 11 пісень + 2, які було записано повним складом на студії «Династія» завдяки фестивалю «Подих-2003».

### Н.Три
Після запису демо-альбому хлопці вирішують перейти на українську мову. Перекладається декілька старих пісень на українську, пишеться ще з десяток нових і складається новий гурт.
2 листопада 2004 року відбулася перша репетиція у складі Олексій Шманьов — вокал, акустична гітара, сопілка, Євген Касьяненко — гітара, бек вокал, Роман Шевчук — баян (учасник ще «Нечто Третье»), ще один сум'янин Олексій Дорошенко — бас, Ігор Антонов — барабани (актор за спеціальністю, львів'янин)
На одному з концертів перед самим виходом на сцену звучить умова — назву змінити, оскільки російськомовна. І гурт називають Н.Три, що ніби і скорочення, але у той самий час співзвучно із французьким словом Entrée (вхід, вступ, вихід (на сцену), перший номер), яке сподобалося хлопцям.
Перші півроку гурт провів у постійних репетиціях, працюючи над новою вже україномовною програмою, іноді граючи у клубах Києва. Закінчивши роботу над програмою, гурт почав щільну концертну діяльність, відігравши в таких київських клубах як «Арт-клуб 44», «Докер-паб», «Торба», «Пивна бочка» та ін.
у 2005 році Н.Три потрапили до фіналу фестивалю «Перлини сезону — 2005» (в рок-номінації), де в липні стали переможцями SMS-голосування (2000 голосів) та володарями «Особливої відзнаки від журі». Того ж року стають учасниками телепроєкту телеканалу М1 «Свіжа кров» за запрошенням ведучого проекту — Сашка Положинського.
Гурт почав активніше концертувати, а завдяки режисеру Каріму Шихару восени 2006 було знято перший відео-ролик на пісню «А ти відлітай», прем'єра якого відбулася 8 січня 2006. Кліп потрапив у ротацію на кілька музичних каналів, як-то М1, Enter Music, Hit-Tv та RU-music. Згодом кліп потрапив до хіт-парадів М1 «Хіт-контроль» (де тримався в ТОП-10 понад два тижні) та SMS chart на каналі Enter-music (посів 3-тє місце та понад тиждень щоденного оновлення тримався у Топ-5).
У 2007 власними силами Олексій Шманьов, як звукорежисер дописує перший альбом «Якби я міг знати…», який було видано на дисках рекордінговою компанією UKRmusic. На деяких концертах Ігоря Антонова заміняє Ярослав Вільчик (ще з «Нечто Третье»), та Володимир Шкумат з Етсетера
2008 сингл «Ми — трава» разом із Сашком Положинським.
2009 сингли «Весна» та «Кімната закоханих», на яку було знято відеокліп. А також відеопрезентацію кліпу, на якій наживо гурт дав міні відео-концерт, на якому у тому числі відіграв декілька зовсім нових пісень.
Але, на жаль, 2009 був важкий — криза у країні (відповідно мало концертів), сварки у гурті стосовно майбутнього руху. Крім того у серпні Олексій Шманьов на відпочинку в Криму зламав обидві ноги. Через те було скасовано декілька важливих виступів. В результаті з гурту йде один з засновників Євген Касьяненко.

### Антре
Олексій Шманьов під час хвороби має багато часу на написання пісень, переосмислення. Тривають пошуки нового гітариста. Після декількох спроб гітаристом гурту стає сам Олексій. Назву вирішили змінити на «Антре», що не втрачає змісту попередньої назви і в той самий час освіжає гурт. В 2010 викладають в інтернет першу пісню «Човен», яка була виконана наживо Шманьовим під рояль.
Увесь склад лишається старим. Правда з часом до гурту додається Сергій Шманьов (клавішні) — молодший брат Олексія.
У 2011 гурт презентує ЕР «Тиша», який складається з 4х нових пісень (три у аранжуванні і одна у акустиці) та пісня «Примара» ще з репертуару Н.Три, а також «Моє сонце» — акустічний варіант пісні, який планувалося у майбутньому видати вже з аранжуванням
Однак гурт вже не веде таку активну концертну діяльність, як Н.Три і з часом потроху засинає.
У 2014 році Олексій Шманьов стає вокалістом гуцул-метал гурту «Карна»
Євген Касьяненко працює з сумським гуртом DK Dance

### Entree— друге дихання
Олексій Шманьов з 2013 року був запрошений на роль вокаліста у гурт «Карна», який так само кілька років, як було розпущено до того. В той час Євген Касьяненко повернувся до рідного міста Суми, але не покинув музику, а створив свою міністудію по запису гітари. Потроху писав цікавий матеріал, який, звичайно, підходив для Н.Три. Євген запропонував давньому другу Олексію знову «разом зайнятися творчістю, пописати трошки пісень». Отож між записами нових пісень та концертами Карни Олексій Шманьов та Євген Касьяненко вирішили реанімувати і Н.Три.
Зараз ведеться робота над записом нових і старих невиданих пісень гурту. Олексій для початку зробив перезведення пісні «А ти відлітай» ще з альбому «Якби я міг знати…», чим ознаменував повернення Н.Три.

## Кома/Coma (2018—2019)
Двочастинний альбом Кома/Coma. Поділ іде за мовою, ч1 — українська та pt2 — англійська. У основі «інтерактивного» колективу Олексій Шманьов та Євген Касьяненко. Оскільки у матеріалі з'явилися пісні англійською мовою, було вирішено написання змінити на Entree (що поєднує всі попередні назви). Наприкінці 2018 року було оприлюднено кліп до пісні «Дим», що стала офіційним саундтреком української кінострічки «Король Данило».
14 лютого 2019 року світ побачив новий сингл «Моя злива», до створення якого долучився М'яч Dreadball.
Піснею «Із крейдою в руці» долучився до акції «Так працює пам'ять», присвяченої пам'яті Данила Дідіка і всім, хто віддав життя за незалежність України.

## Дискографія
- Нечто Третье «Пять мастеров»
- Якби я міг знати (2007)
- Ми трава (2008; синґл, за участі Сашка Положинського)
- Весна (2009; синґл)
- Кімната закоханих (2009; синґл)
- Човен piano live (2010;синґл)
- Тиша (2011) EP
- Повернути вЕсну (2015) як Олексій Шманьов та Євген Касьяненко
- Моє сонце (2015) як Н.Три
- Кома (2018) як Entree
- Coma (2018) як Entree

## Учасники
Тексти до більшості пісень Н.Три (1999—2009) написав бард Ігор Касьяненко.
- Олексій Шманьов — вокал, акустична гітара, гітара, бас, сопілка, звукорежесура, текст, музика, саундпродюсування
- Євгеній Касьяненко — гітара, бек-вокал, музика, музична ідея
- Сергій Шманьов — клавішні з 2011
- Євген Крутоголов — бас з 2018

#### Колишні учасники
- Роман Шевчук — баян
- Олексій Дорошенко — бас-гітара (разом із власною компанією Marakas Design Studio зробив дизайн обкладинок до нового альбому Кома/Coma)
- Ігор «Cooper» Антонов — барабани
- Ярослав Вільчик — барабани (в часи «Нечто Третье», а також кілька раз на заміні вже в Н.Три) (тепер барабанщик Тартак)
- Анна Щербань — акордеон (в часи «Нечто Третье»)
- Руслан Крємов — бас (в часи «Нечто Третье»)